# Fred et Samson
Pour les articles homonymes, voir Samson (homonymie) et Gert.
Fred et Samson (Samson en Gert en néerlandais) est une série télévisée belge néerlandophone en 797 épisodes d'environ 20 minutes créée par Hans Bourlon, Danny Verbiest et Gert Verhulst, diffusée entre le 6 décembre 1989 et le 15 avril 2017 sur la VRT. Une émission spéciale de Noël a été diffusée en 2008 et un spécial 20e anniversaire en 2010.
En avril 2007, la série Fred et Samson fait son apparition en Belgique francophone sur Club RTL. Fred est interprété par Tristan Moreau tandis que la marionnette de Samson est animée par Alain Perpète, remplacé par Frédéric Clou en 2008.

## Synopsis
Cette série destinée aux enfants est présentée par un chien parlant nommé Samson.

## Distribution

### Version originale
- Danny Verbiest, puis Peter Thyssen, puis Dirk Bosschaert : Samson (voix)
- Gert Verhulst : Gert (Fred)
- Koen Crucke : Albert Vermeersch
- Walter De Donder : Meneer de burgemeester (Monsieur le Maire) / Modest
- Evi Hanssen : Sofie
- Barbara de Jonge : Frieda Kroket
- Stef Bos : Meneer Chocomoes
- Hans Royaards : De afgevaardigde van de minister (Délégué du ministre)
- Ann Petersen : Mevrouw Jeanine
- Walter Van de Velde : Octaaf de Bolle
- Liesbet Verstraeten : Miranda
- Walter Baele : Eugéne van Leemhuyzen
- Luc Meirte : De minister (le Ministre)

### Version francophone
- Tristan Moreau : Fred
- Alain Perpète, puis Frédéric Clou :  Samson
- François Langois : le Bourgmestre[2]
- Nathalie Van Tongelen : Nathalie
- Audrey Dero : Natacha

## Personnages

### Version originale
- Samson, un bobtail, personnage principal de la série avec Gert ;
- Gert, maître de Samson ;
- Octaaf De Bolle, l'épicier du village ;
- Jeannine De Bolle, la mère de l'épicier ;
- Miranda De Bolle, la fille de l'épicier ;
- Albert Vermeersch, le coiffeur du village. Ses « dons » de chanteur, son accent Italien et le fait qu'il corrige souvent Gert lorsqu'il l'appelle Albert au lieu d'Alberto (Vermicelli) ont tout naturellement amené Samson à le surnommer Meneer Spaghetti (Monsieur Spaghetti);
- Meneer de burgemeester (Monsieur le Maire ou Bourgmestre), dont le vrai nom est Modest, est le maire du village où se déroule l'action de Samson en Gert ;
- Sofie ;
- Eugène Van Leemhuysen, le secrétaire du Bourgmestre et meilleur ami d'Octaaf, dont on devine un faible pour Frieda Kroket, à tout le moins pour ses spécialités culinaires ;
- Frieda Kroket, la tenancière du fritkot (ou baraque à frites) du village est une femme douce, affublée de lunettes épaisses et de cheveux gras, mais s'avère terrible lorsqu'on l'agace ou si son établissement est menacé ;
- Joop Mengelmoes surnommé Meneer Chocomoes par Samson (Monsieur Mousse au chocolat) ;
- De afgevaardigde van de minister (le délégué du ministre), auprès duquel le Bourgmestre essaye toujours, parfois tant bien que mal, de faire bonne impression ;
- Marlèneke, une femme dont est follement amoureux Gert, mais qui a tendance à le mener en bateau. Elle n'apparaît jamais à l'écran mais téléphone souvent à Gert ;
- Jean-Louis Michel, le concurrent arrogant de Gert pour conquérir le cœur de Marlèneke. Il n'apparait jamais à l'écran ;
- Bobbientje, une femelle bobtail dont est follement amoureux Samson.

### Version francophone
- Samson, un bobtail doté de parole et appréciant grandement manger et dormir. Samson déforme souvent ce que les autres personnages lui disent[3]. Il est le personnage principal avec Fred ;

- Fred, maître et meilleur ami de Samson ;
- Nathalie, meilleure amie de Fred et personnage récurrent de la série Fred et Samson en vadrouille ;
- Monsieur le Bourgmestre est le maire du village où vivent Fred et Samson. Son vrai nom est Modeste et il est passionné par la collection d'avions miniatures[4] ;
- Natacha, élue Miss Village en 2000, est une des amies de Fred et Samson. Elle ne se sépare jamais de sa tenue de Miss et est prête à tout faire pour attirer l'attention de Fred. Elle est secrètement amoureuse de Fred[4] ;
- Paulette, une femme dont Fred est extrêmement amoureux. Il ne cesse de parler d'elle et lui téléphone régulièrement. Elle semble cependant être plus attirée par Jean-Charles Cazeneuve. Elle n'apparait jamais à l'écran[3],[4] ;
- Bobine, une femelle bobtail dont est extrêmement amoureux Samson[4] ;
- Jean Charles Cazeneuve, le concurrent arrogant de Fred pour conquérir le cœur de Paulette. Il n'apparait jamais à l'écran[3],[4] ;
- Monsieur Fricadelle, tenancier de la friterie du village de Fred et Samson. Il n'apparait jamais à l'écran mais téléphone quelques fois à Fred[3].